# Paul Speratus

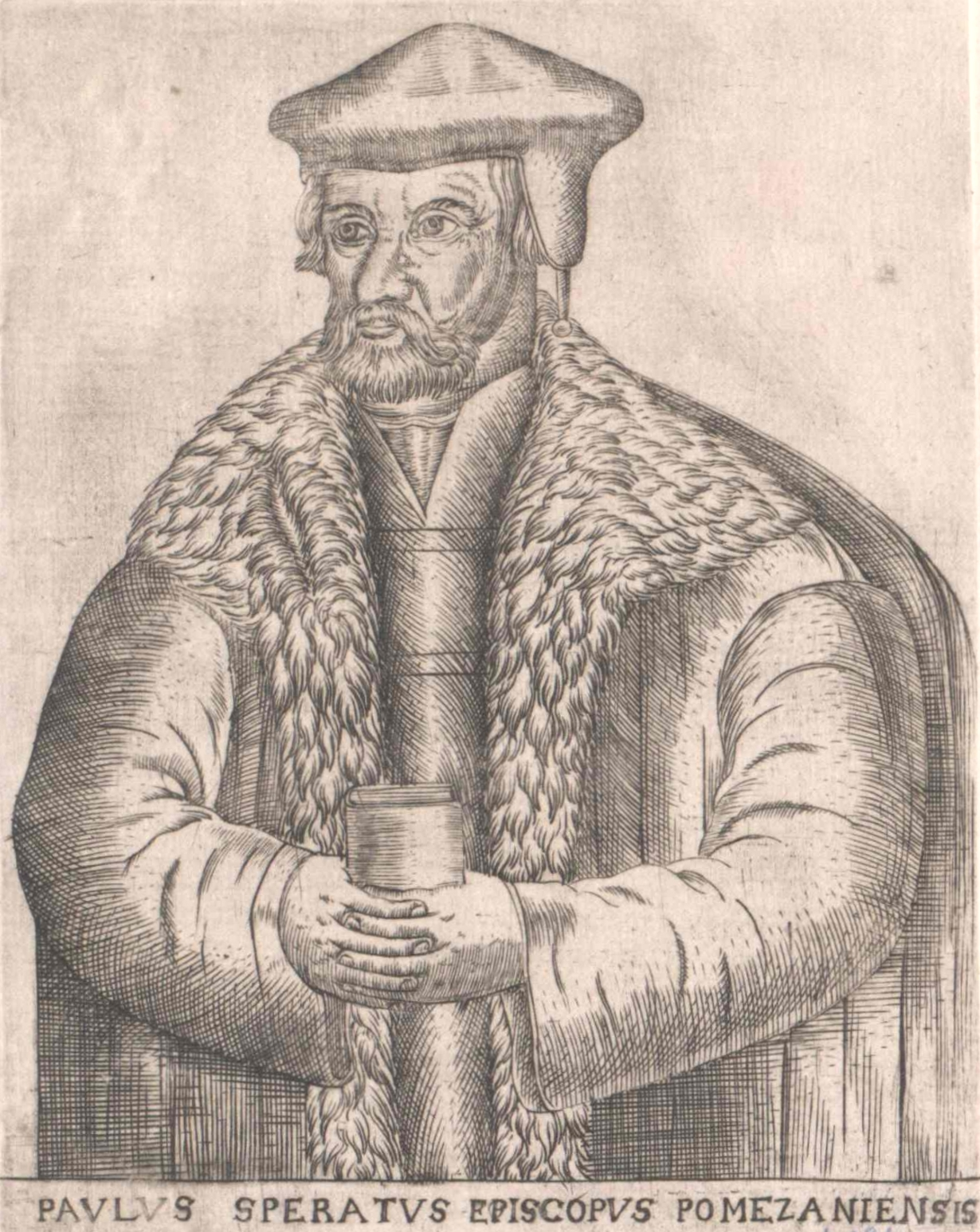
Paul Speratus.

Paul (eller Paulus) Speratus , född 13 december 1484 i Rötlen vid Ellwangen (Jagst), död 12 augusti 1551 eller 1554 i Marienwerder, var en tysk reformator. Han var en av Martin Luthers förtrogna, hovpredikant och evangelisk-luthersk biskop i Pomesanien. Han finns representerad i de svenska psalmböckerna sen 1695 till våra dagar med originaltexten till ett verk (1986 nr 346) och i 1819 års psalmbok tillskrivs han i psalmregistret (dock inte vid psalmen) ett verk, Till dig jag ropar, Herre Krist (1819 nr 208), som i senare psalmböcker tillskrivs Johannes Agricola.

## Biografi
Paul Speratus ursprungliga familjenamn var Spret, vilket latiniserades, eller Hoffer. Han studerade i Freiburg im Breisgau, Paris och Wien och blev doktor i såväl teologi som juridik och filosofi. Han utnämndes till kejserlig pfalzgreve. Efter sin omvändelse till evangelisk-luthersk tro 1514 tjänstgjorde han som präst i Salzburg och några få månader i Dinkelsbühl. År 1520 utnämndes han till domprost i Würzburg, men övergav Luthers lära i fråga om kravet på celibat och måste fly därifrån. Senare, vid en predikan i Stefansdomen den 12 januari 1522, angrep han åter prästernas celibatlöfte och exkommunicerades för kätteri. I Iglau i Mähren bar hans reformatoriska predikningar frukt, och statsrådet gav honom tjänst som kyrkoherde. Men biskopen i Olmütz dömde honom till döden på bål för denna hans religiösa tro, varför han tvingades fly landet. Från lutherska Wittenberg begav han sig under 1524, som hovpredikant hos Albrekt av Preussen till Königsberg. Från 1530 till sin död var han en av första lutherska biskoparna i Preussen.

## Psalmer
- O Gud, du av barmhärtighet (1695 nr 220, 1986 nr 346) skriven 1523 med den tyska inledningen Es ist das Heil uns kommen her Evangelisches Gesangbuch nummer 342, i Luthers Achtliederbuch från 1523. Finns på Wikisource.
- In Gott gelaub ich, das er hat
- Hilf Gott, wie ist der Menschen Not
- O Herre Gud din helga Bud (O Herre Gott, dein göttlichs Wort)